# 別列濟夫卡 (奧拉季夫區)
49°12′22″N 29°40′20″E / 49.20611°N 29.67222°E
別列濟夫卡（烏克蘭語：Березівка），是烏克蘭的村落，位於該國西南部文尼察州，由文尼察區負責管轄，始建於1928年，面積0.69平方公里，海拔高度215米，2001年人口77，人口密度每平方公里111.27人。